# Bolbocerosoma mexicanum
Bolbocerosoma mexicanum es una especie de coleóptero de la familia Geotrupidae.

## Distribución geográfica
Habita en México.